# مارتن بريتين
مارتن بريتين (بالإنجليزية: Martin Britt)‏ (17 يناير 1946 في المملكة المتحدة - ) هو لاعب كرة قدم بريطاني في مركز الهجوم. لعب مع بلاكبيرن روفرز ووست هام يونايتد.

## وصلات خارجية
- مارتن بريتين على موقع قاعدة بيانات كرة القدم.إي يو (الإنجليزية)